# Supercoppa francese 2013 (pallavolo maschile)
La Supercoppa francese 2013 si è svolta il 14 dicembre 2013: al torneo hanno partecipato due squadre di club francesi e la vittoria finale è andata per la terza volta al Paris Volley.

## Regolamento
Le squadre hanno disputato una gara unica.

## Squadre partecipanti
| Squadra | Qualificazione                                      | Ultima partecipazione    |
| ------- | --------------------------------------------------- | ------------------------ |
| Paris   | Finalista play-off scudetto Ligue A 2012-13         | Supercoppa francese 2006 |
| Tours   | Vincitrice Coppa di Francia 2012-13/Ligue A 2012-13 | Supercoppa francese 2012 |

## Torneo
| 14 dicembre 2013 Salle Robert-Grenon, Tours Durata: ? - Spettatori: ? | Tours | 2 - 3 | Paris | 21-25, 20-25, 25-22, 26-24, 13-15 |